# Donald Keene
Pour les articles homonymes, voir Keene.
Donald Lawrence Keene (鬼怒 鳴門, Kīnu Donarudo), né le 18 juin 1922 à New York et mort le 24 février 2019 à Tokyo, est un japonologue d'origine américaine, naturalisé japonais en 2011 après le séisme de 2011 de la côte Pacifique du Tōhoku. 
Il a traduit de nombreuses œuvres de la littérature japonaise. Il est professeur émérite à l’université Columbia.

## Publications

### Traductions
- Les Batailles de Coxinga : Chikamatsu's Puppet Play, Its Background and Importance (Taylor's Foreign Press, 1951)
- The Major Plays of Chikamatsu (Columbia Univ Press, 1er juin 1961)
- Essays in Idleness: The Tsurezuregusa of Kenko (Columbia Univ Press, 1er juin 1967)
- Chushingura: The Treasury of Loyal Retainers, a Puppet Play (Columbia Univ Press, 1er avril 1971)
- Mishima Yukio, Five Modern No Plays (Tuttle, 1967)
- Mishima Yukio, After the Banquet (Random House Inc, 1er janvier 1973)
- Basho, The Narrow Road to Oku (Kodansha Amer Inc, 1er avril 1997)
- Kawabata Yasunari, The Tale of the Bamboo Cutter (Kodansha Amer Inc, 1er septembre 1998)
- Kōbō Abe, Three Plays (Columbia Univ Press, 1er février 1997)
- Donald Keene & Makoto Ooka, The Breaking Jewel, Keene, Donald (trad.) (Columbia Univ Press, 1er mars 2003)
- Dazai Osamu, No Longer Human (New Directions, 1958)
- Dazai Osamu, The Setting Sun (Tuttle, 1981)
- Yamamoto Yuzo, One Hundred Sacks of Rice: A Stage Play (Nagaoka City Kome Hyappyo Foundation, 1998).

### Éditions
- Anthology of Japanese Literature from the Earliest Era to the Mid-Nineteenth Century (Grove Press, 1er mars 1960)
- Anthology of Chinese Literature: From the 14th Century to the Present Day (codirection avec Cyril Birch) (Grove Press, 1er juin 1987)
- Love Songs from the Man'Yoshu (Kodansha Amer. Inc, 1er août 2000)

### En anglais
- The Battles of Coxinga: Chikamatsu's Puppet Play, Its Background and Importance (Taylor's Foreign Press, 1951)
- Japanese Literature an Introduction for Western Readers (Grove Press, 1er juin 1955)
- Modern Japanese Literature: An Anthology (Grove Press, 1er juin 1956)
- Major Plays of Chikamatsu (Columbia Univ. Press, 1er janvier 1961)
- Four Major Plays of Chikamatsu (Columbia Univ. Press, 1er juin 1961)
- Japanese Discovery of Europe, 1720-1830 (Stanford Univ. Press, 1er juin 1969)
- Twenty Plays of the No Theatre (Columbia Univ. Press, 1er juin 1970)
- World Within Walls: Japanese Literature of the Pre-Modern Era, 1600-1867 (Henry Holt & Co, 1er octobre 1976) - (second livre dans les séries de son "A History of Japanese Literature")
- Some Japanese Portraits (Kodansha Amer. Inc, 1er mars 1979)
- Dawn to the West: Japanese Literature in the Modern Era (Henry Holt & Co, 1er septembre 1987)
  - Dawn to the West: Japanese Literature in the Modern Era ; Poetry, Drama, Criticism (Holt Rinehart & Winston, 1er avril 1984) - (quatrième livre des séries de son "A History of Japanese Literature")
  - Dawn to the West: Japanese Literature of the Modern Era ; Fiction (Holt Rinehart & Winston, 1er avril 1984) - (troisième livre dans les séries de son "A History of Japanese Literature")
- The Pleasures of Japanese Literature (Columbia Univ. Press, 1er octobre 1988) ;  (ISBN 0-231-06736-4)
- Donald Keene et Herbert E. Plutschow, Introducing Kyoto (Kodansha Amer. Inc, 1er avril 1989)
- Travelers of a Hundred Ages : The Japanese As Revealed Through 1, 000 Years of Diaries (Diane Pub Co, 1er juin 1989)
- Modern Japanese Novels and the West (Umi Research Press, 1er juillet 1989)
- No and Bunraku: Two Forms of Japanese Theatre (Columbia Univ. Press, 1er décembre 1990)
- Appreciations of Japanese Culture (Kodansha Amer. Inc, 1er avril 1991)
- Donald Keene et Ooka Makoto, The Colors of Poetry: Essays in Classic Japanese Verse (Katydid Books, 1er mai 1991
- Travelers of a Hundred Ages (Henry Holt & Co, 1er août 1992)
- Seeds in the Heart: Japanese Literature from Earliest Times to the Late Sixteenth Century (Henry Holt & Co, 1er juin 1993) -(premier livre des séries de son "A History of Japanese Literature")
- On Familiar Terms: A Journey Across Cultures (Kodansha Amer. Inc, 1er janvier 1994)
- Modern Japanese Diaries: The Japanese at Home and Abroad As Revealed Through Their Diaries (Henry Holt & Co, 1er mars 1995)
- The Blue-Eyed Tarokaja: A Donald Keene Anthology (Columbia Univ Press, 1er juin 1996
- On Familiar Terms: To Japan and Back, a Lifetime Across Cultures (Kodansha Amer. Inc, 1er avril 1996)
- Donald Keene et Anne Nishimura & Frederic A. Sharf, Japan at the Dawn of the Modern Age: Woodblock Prints from the Meija Era, 1868-1912 (musée des beaux-arts de Boston, 1er mai 2001)
- Sources of Japanese Tradition: From Earliest Times to 1600 compilé par Donalde Keen, Wm. Theodore De Bary, George Tanabe et Paul Varley (Columbia Univ. Press, 1er mai, 2001)
- Emperor of Japan: Meiji and His World, 1852-1912 (Columbia Univ. Press, 1er avril 2002)
- Donald Keene et Lee Bruschke-Johnson & Ann Yonemura, Masterful Illusions: Japanese Prints from the Anne Van Biema Collection (Univ. of Washington Press, 1er septembre 2002)
- Five Modern Japanese Novelists (Columbia Univ. Press, 1er décembre 2002)
- Yoshimasa and the Silver Pavilion: The Creation of the Soul of Japan (Columbia Univ. Press, 1er novembre 2003)
- Frog In The Well: Portraits of Japan by Watanabe Kazan 1793-1841 (Asia Perspectives), (Columbia Univ. Press, 2006).

## Prix et distinctions
- Prix Yomiuri de littérature (Yomiuri bunbakusho) (1985)
- Grand prix japonais de littérature (1985)
- Prix de la culture asiatique de Fukuoka (1991)
- Ordre de la Culture (2008)
- Docteur Honoris Causa de l'université Waseda[3]